# Kelsterbacher Terrasse

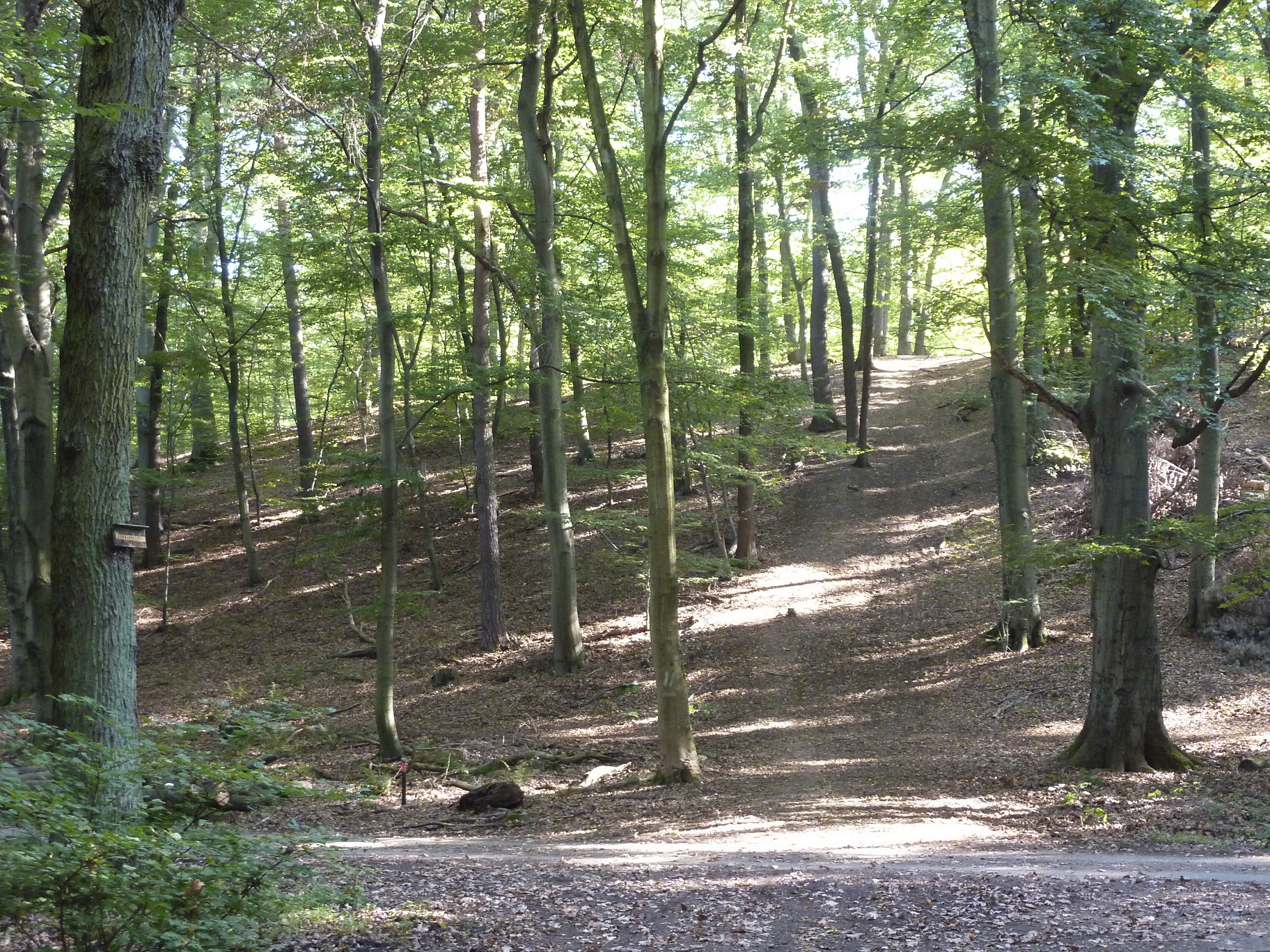
Der Abhang der Kelsterbacher Terrasse vom Schwanheimer Wald aus gesehen, Ansicht von Norden. Im Vordergrund ein Teil der quer zum Standort verlaufenden Langschneise

Die Kelsterbacher Terrasse ist eine im Alt- und Mittelpliozän entstandene, heute 12 bis 17 Meter hohe und acht Kilometer lange Flussterrasse in der Untermainebene südlich von Frankfurt am Main. Die Terrasse ist ein eiszeitlicher Überrest des vormaligen Flussbetts des heutigen Flusses Main. Der von Süden nach Norden überwiegend mäßig steil abfallende Hang der Terrasse ist die einzige Geländestufe im Frankfurter Stadtwald. Mehrere Hügelgräber und archäologische Funde vor Ort zeugen von der menschlichen Nutzung der Kelsterbacher Terrasse in Steinzeit und Bronzezeit bis zur Eisenzeit. Entlang der Oberkante der Terrasse verläuft mit der Grenzschneise die älteste bekannte Straßenverbindung Frankfurts.

## Lage
Das westliche Ende der Kelsterbacher Terrasse liegt am linken Flussufer des Mains im nördlichen Stadtgebiet von Kelsterbach im Kreis Groß-Gerau. Von dort aus verläuft die Terrasse in west-östlicher Richtung auf Frankfurter Gebiet im Süden der heutigen Stadtteile Schwanheim und Sachsenhausen. Sie zieht sich in Höhenlagen von 108 bis 120 Metern über Normalnull zwischen dem Schwanheimer Wald im Norden und dem Unterwald im Süden durch den südwestlichen Teil des Frankfurter Stadtwaldes. Die Kelsterbacher Terrasse stellt die Begrenzung des nördlich gelegenen jüngeren Mainbettes zu älteren Ablagerungsbereichen dar.
Teilweise wird in der Literatur auch die sich nach Süden an die Geländestufe anschließende, überwiegend bewaldete Ebene des ehemaligen Wildbanns Dreieich und des Mönchbruchs zum Landschaftsraum Kelsterbacher Terrasse gezählt. Die nach Norden an die Terrasse anschließende Ebene zwischen Sachsenhäuser Berg und Flörsheim mit der im Holozän geformten Mainaue und dem kanalisierten Lauf des Mains wird als Flörsheim-Griesheimer Mainniederung bezeichnet.
Die Kelsterbacher Terrasse ist über ihre gesamte Länge durchgängig bewaldet; die am häufigsten anzutreffenden Baumarten des dortigen Mischwaldes sind Eichen (Quercus), Rotbuchen (Fagus sylvatica) sowie Waldkiefern (Pinus sylvestris). Letztere wurden ab dem 15. Jahrhundert durch gezielte, umfangreiche Aussaat („Nürnberger Dannensäer“) im Frankfurter Stadtwald angesiedelt. Während die Vegetation am Abhang und am Fuß der Terrasse eine spärliche Strauch- und Krautschicht hat, weist der Waldbestand entlang der Oberkante der Geländestufe auf Frankfurter Stadtgebiet über weite Strecken dichtes Unterholz mit Sträuchern und jungen Bäumen auf.

## Geologie und Topografie

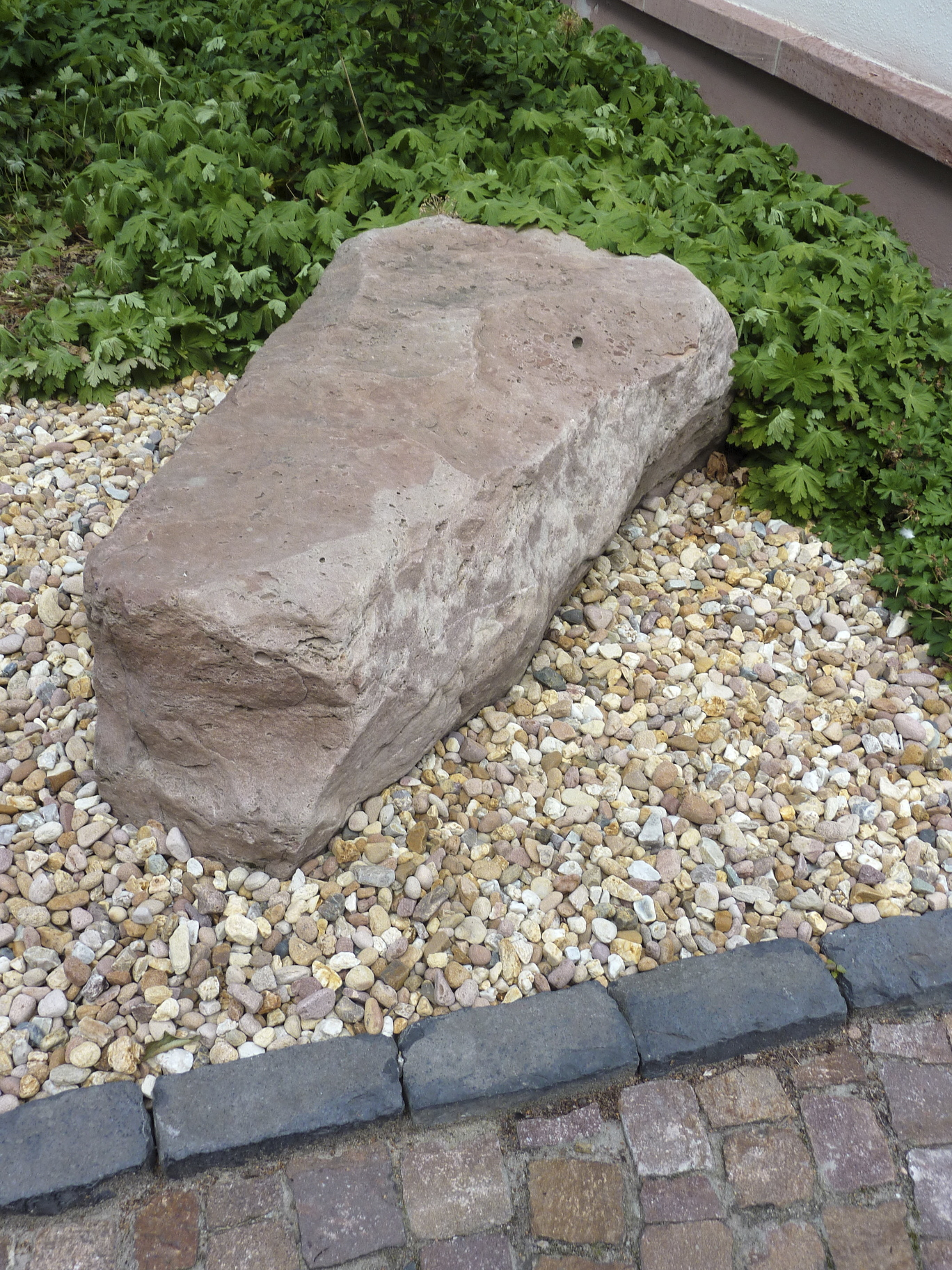
Eiszeitlicher Sandstein-Findling aus dem Abhang der Terrasse, Ausstellungsstück des Heimatmuseums Schwanheim

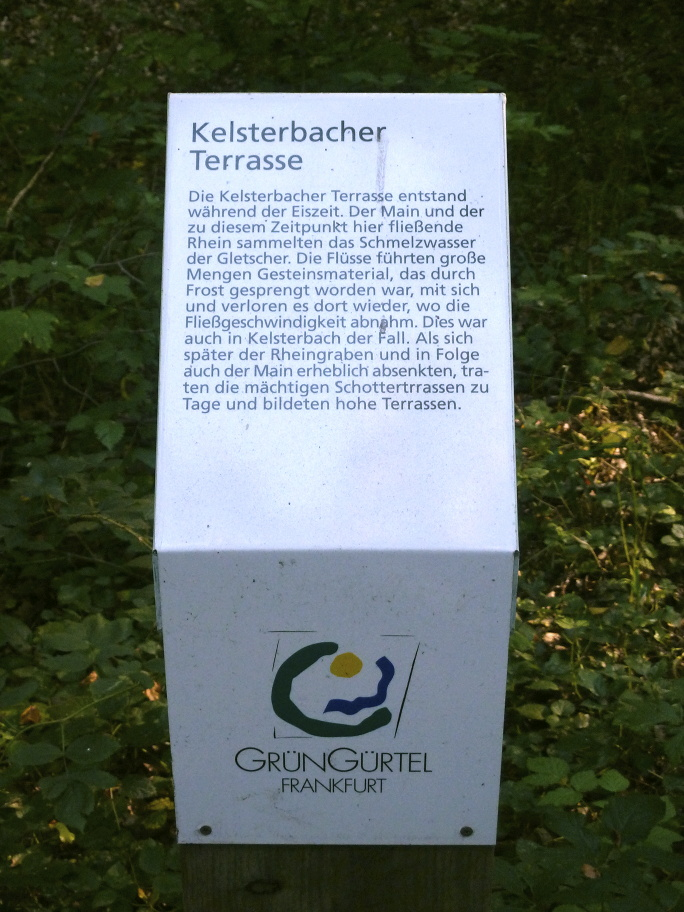
Infostele des Frankfurter Grüngürtels zur Geschichte der Kelsterbacher Terrasse

Die Kelsterbacher Terrasse zählt zum Gebiet des im Erdzeitalter Tertiär entstandenen Oberrheingrabens und dessen System aus Gräben und Schwellen. Während des Quartärs setzte sich die Absenkung des Rhein-Main-Tieflandes fort; der Ur-Main füllte das tiefliegende Gebiet während der Kaltzeiten allmählich mit Kies und Sand auf. In Warmzeiten entstanden in dieser Schotterebene durch Bodenerosion mehrere terrassenartige Einschnitte. Im Rhein-Main-Tiefland sind sieben solcher Terrassenlandschaften bekannt.
Die in ihrem Kern aus Kies und Sand bestehende Kelsterbacher Terrasse trägt darüber eine Schicht aus lehm- und tonhaltigen Böden. Eine Besonderheit der Kelsterbacher Terrasse besteht in ihrer Schicht aus Flugsand. Der angewehte Sand, der bis zu zehn Meter starke Schichten aufweist, bildete Hügel und Dünen sowie abgeflachte Stellen. Solche Sand-Anwehungen kommen am Main nur in dessen Niederungen und in höher liegenden Gebieten links des Mainufers vor. Typische Stellen dieser Sand-Anwehungen im Frankfurter Stadtgebiet sind neben der Kelsterbacher Terrasse die nordwestlich davon gelegene Schwanheimer Düne sowie die beiden südlich des besiedelten Gebiets Schwanheims gelegenen Binnendünen Tannenkopf und Pfingstberg. Die Oberfläche der Kelsterbacher Terrasse besteht aus einer 30 bis 60 cm mächtigen Mischung aus Sand, Lehm oder Ton sowie aus Bims-Tuff. Die Ablagerungen von Tuff auf der Terrasse stammen vom Ausbruch eines Eifelvulkans etwa im Jahr 10.930 v. Chr., dessen Caldera den Laacher See bildete.
Durch die beschriebene Material-Aufschüttung hat die Terrasse einen deutlich tiefer liegenden Grundwasserspiegel als das unmittelbar nördlich davon gelegene Gelände. Während sich das Grundwasser in den Niederungen des Frankfurter Stadtwaldes dicht unter der Erdoberfläche befindet, liegt es unter der Kelsterbacher Terrasse in Tiefen von bis zu 14 Metern.
Im Winter 1969/1970 wurde im Boden des Terrassen-Abhangs ein kleinformatiger Findling aus Rotem Mainsandstein entdeckt. Der Stein stammt aus dem Spessart und war von den Eismassen einer der Kaltzeiten durch das Tal des Ur-Mains bis zur Kelsterbacher Terrasse transportiert worden. Dieser Findling ist heute im Innenhof des Heimatmuseums Schwanheim ausgestellt.

## Menschliche Besiedelungs- und Nutzungsgeschichte

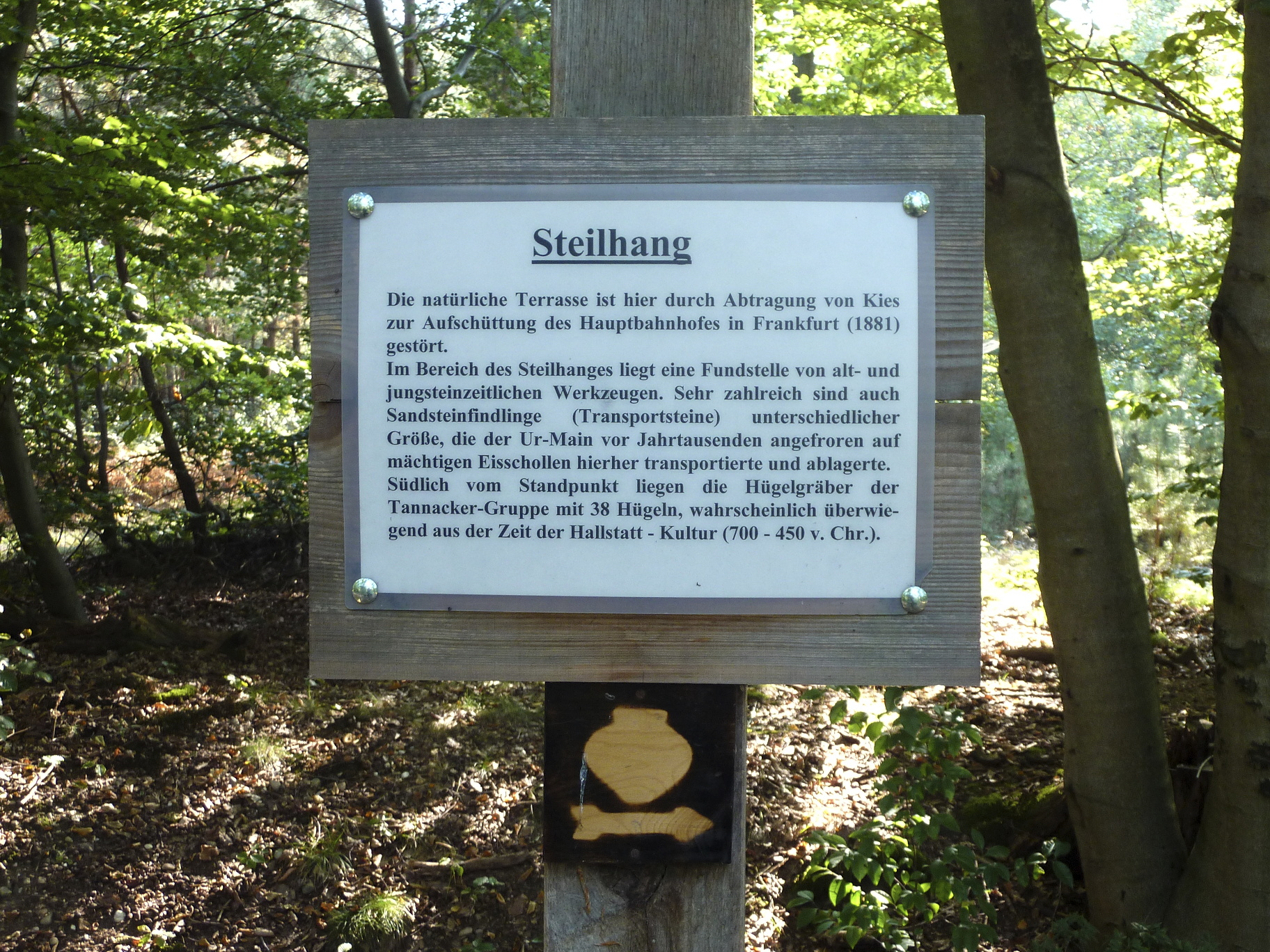
Infotafel des Historischen Wanderwegs Schwanheim am Fuß der Terrasse zur menschlichen Besiedelungsgeschichte

### Funde steinzeitlicher Werkzeuge
Die Kelsterbacher Terrasse weist Spuren menschlicher Nutzung seit der Altsteinzeit auf. Seit Ende der 1960er-Jahre wurden vor Ort mehrere Steinwerkzeuge gefunden, deren Alter mit 40.000 bis 50.000 Jahren angegeben wird. Dazu zählen mehrere Werkzeuge aus Hornstein sowie drei Pfeilspitzen aus Feuerstein. Die ersten beiden steinzeitlichen Pfeilspitzen sind Oberflächenfunde aus dem Jahr 1966. Das dritte Exemplar, 5,3 Zentimeter lang und mit deutlichen Bearbeitungsspuren (Retuschen) versehen, wurde im Jahr 1969 ausgegraben. Es gilt laut einem Gutachten des Frankfurter Museums für Vor- und Frühgeschichte (heute Archäologisches Museum Frankfurt) als der erste sicher identifizierte Fund aus der Altsteinzeit im Frankfurter Stadtgebiet. Das Werkzeug wird dem Neandertaler aus der Epoche des Moustérien zugeschrieben. Ein 1968 als Oberflächenfund entdecktes Steinbeil und eine steinerne Reibschale werden auf die Jungsteinzeit, auf die Epoche der Bandkeramik zwischen 2900 und 2500 v. Chr. datiert. Die erwähnten Fundstücke befinden sich heute im Schwanheimer Heimatmuseum.

### Siedlungsspuren und Hügelgräber der Bronzezeit
An der Kelsterbacher Terrasse wurden ebenfalls mehrfach bronzezeitliche Funde gemacht, so an den Resten der historischen Befestigungsanlage Schwedenschanze in Kelsterbach sowie 1989 beim Bau der Bundesstraße 40 im Schwanheimer Wald. Im April 1972 wurden bei einem Durchstich der Terrasse in Kelsterbach umfangreiche Funde von Tonscherben, Tierknochen, Werkzeugen und Feuerstein in Abfallgruben aus der Mittleren Bronzezeit (14. bis 13. Jahrhundert v. Chr.) gemacht. Zu den Funden zählen ebenso zwei aus Ton gebrannte künstlerische Skulpturen, die als Darstellungen von Rindern interpretiert werden. Bereits im Jahr 1964 war beim Bau von Sportstätten in Kelsterbach eine Radnadel aus Bronze aufgefunden worden, die als Grabbeigabe gilt. Diese Funde sowie die vor Ort ebenfalls aufgefundenen Pfostenlöcher und Feuerstellen von mehreren Rundhäusern weisen auf eine dortige größere Ansiedlung in dieser Zeit hin. Als eine Filialsiedlung dieser Niederlassung der Bronzezeit auf der Kelsterbacher Terrasse werden die wenige hundert Meter weiter nördlich an einem Altarm des Mains, am Rohsee ebenfalls in den 1970er-Jahren aufgefundenen bronzezeitlichen Siedlungsspuren gedeutet. Dazu zählt eine in etwa einem Meter Tiefe vorgefundene Konstruktion aus Baumstämmen, die von Schwanheimer Heimatforschern als Hafen, Uferbefestigung oder Anlegestelle am Flussufer aus jener Zeit interpretiert wird.

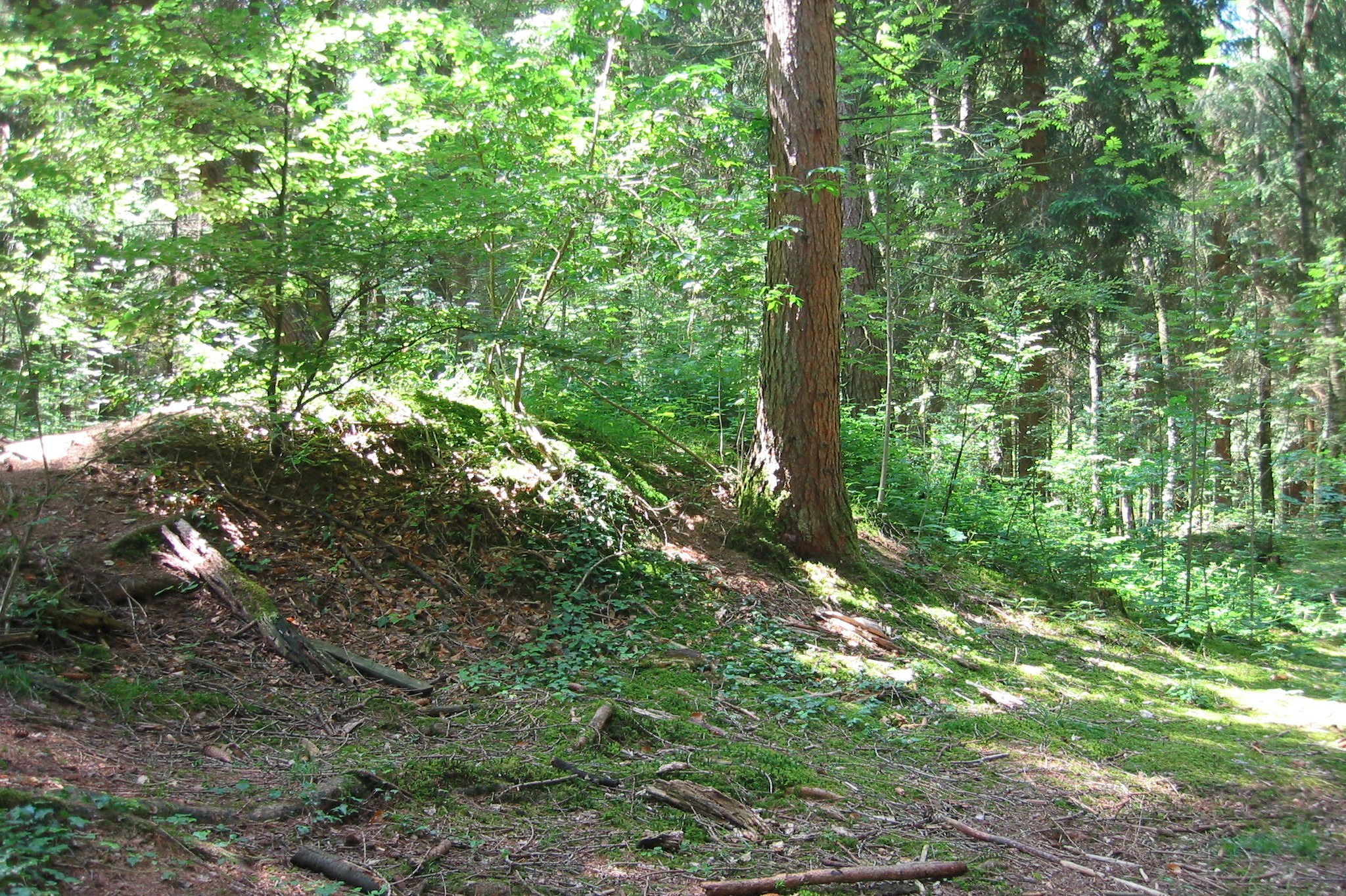
Hügelgrab der Hallstattzeit bei Stockdorf in Oberbayern; in Disposition und Vegetation sehr ähnlich den Hügelgräbern auf der Kelsterbacher Terrasse

Im Frankfurter Stadtwald befinden sich zwischen der Stadtgrenze von Kelsterbach im Westen und der von Offenbach im Osten insgesamt neun bekannte, verschieden große Gruppen mit insgesamt 370 Hügelgräbern aus der Epoche von der Älteren Bronzezeit bis zur jüngeren Eisenzeit; vier Gruppen von Gräbern sowie einige Einzelhügel liegen auf dem oberen Rand der Kelsterbacher Terrasse. Da die Hügel oft für mehrere, teils in größeren Zeitabständen vorgenommene Bestattungen genutzt wurden, variieren sie durch die Anzahl der darin enthaltenen Gräber stark in Höhe und Umfang. Eine kleine Zahl von Hügeln weist Höhen zwischen 1,6 und 2,0 Metern auf, die übrigen sind größtenteils deutlich flacher. Viele der flacheren Grabhügel sind im Gelände durch ihren heutigen dichten Bewuchs mit Vegetation, durch Abflachung mittels Bodenerosion, durch ihre Nachbarschaft zu jüngeren Artefakten (siehe den folgenden Abschnitt zu neuzeitlichen Grenzbefestigungen) sowie durch Beschädigungen nur unter Schwierigkeiten als solche zu identifizieren.
Die Hügelgrab-Gruppen entlang der Kelsterbacher Terrasse haben zueinander annähernd gleiche Abstände von etwa 1,5 Kilometern. Zur Unterscheidung benannten Archäologen und Heimatforscher sie nach den neuzeitlichen Waldweg- und Flurnamen der Orte ihrer Auffindung. Die am weitesten im Westen liegende Gruppe von Hügelgräbern – nahe der heutigen Stadtgrenze zu Kelsterbach, an der Lichtetalschneise, Lichte-Tal-Gruppe genannt – ist mit 12 Hügeln gleichzeitig die kleinste auf der Terrasse. Teile davon wurden durch Bombentreffer im Zweiten Weltkrieg zerstört (siehe unten, Artikel-Abschnitt Menschliche Eingriffe im 19. und 20. Jahrhundert). Die folgenden drei größeren Gruppen von Grabhügeln werden als Hinkelsteingruppe zusammengefasst: Östlich benachbart, nahe der Ahornschneise liegt die Tannacker-Gruppe mit 38 Grabhügeln. Dortige Grabungen im späten 19. Jahrhundert brachten Scherben von Keramik aus der Hallstattzeit zutage. In den ergrabenen Hügeln wurden Einbauten aus Buntsandstein vorgefunden. Es folgen nach Osten die mit 67 ebenfalls aus der Zeit um ca. 700–450 v. Chr. stammenden Grabhügeln umfangreichste Wartweg-Gruppe an der früher Wartweg (auch Waadtweg) genannten Unterschweinstiegschneise und die Benzengrund-Gruppe mit 20 Hügeln. Die Hügelgruppen auf der Terrasse, entlang eines frühgeschichtlichen Fernwegs angelegt (heute Grenzschneise; siehe unten), liegen jeweils in der Nähe von Trockentälern (Flurname Lichtes Tal), Spuren früherer Gewässer-Abflüsse von der Geländestufe in die Mainniederung. Diese Orte wurden vermutlich gewählt, um den Auf- und Abstieg am Terrassenhang von den in der Niederung liegenden Siedlungen aus zu erleichtern. Sämtliche Hügelgräber an der Kelsterbacher Terrasse sind nach dem hessischen Denkmalschutzgesetz unter Schutz stehende Bodendenkmäler.

### Historischer Handelsweg Grenzschneise

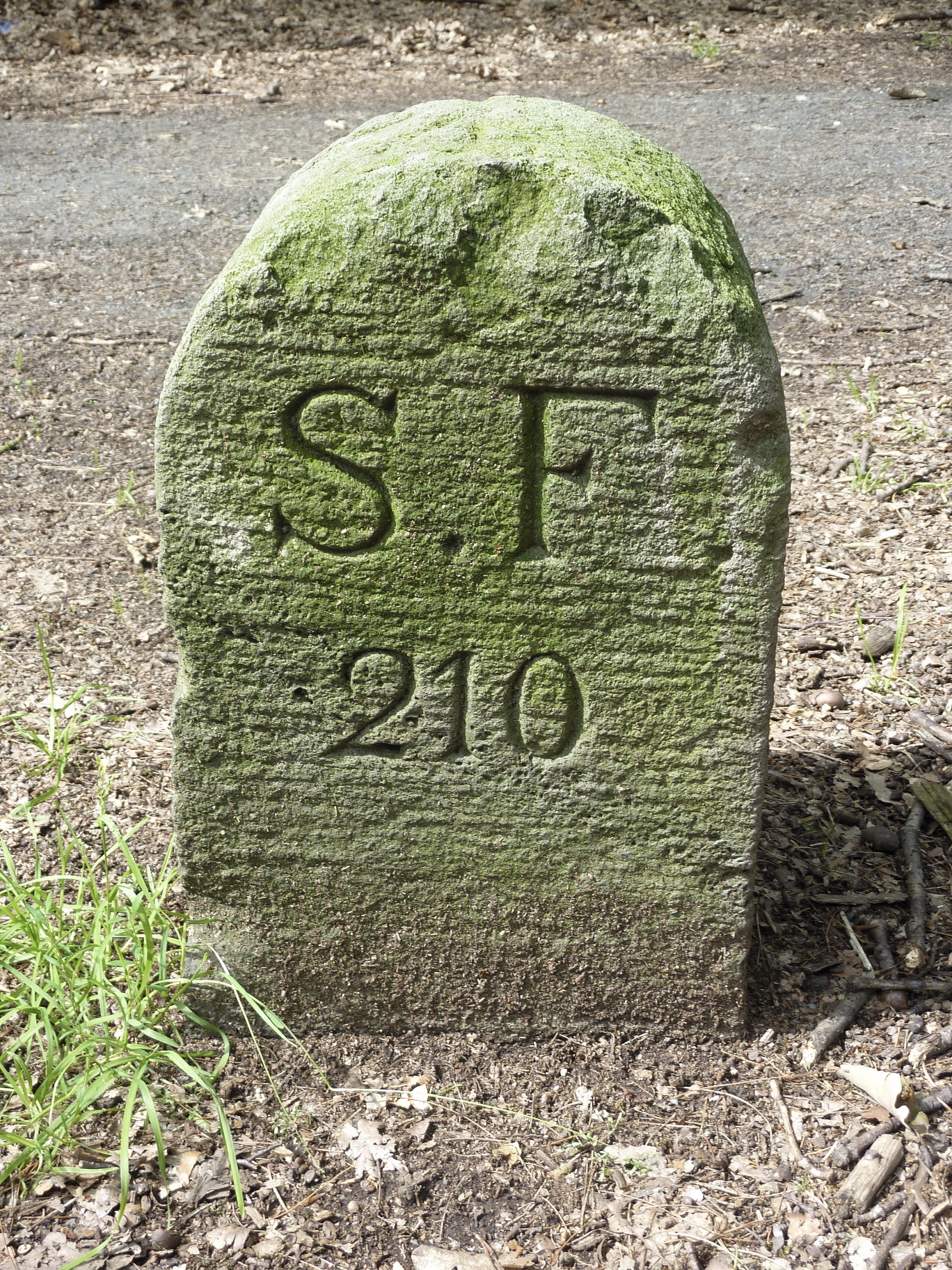
Einer von mehreren historischen Grenzsteinen an der Grenzschneise entlang der Oberkante der Kelsterbacher Terrasse, hier mit Markierung S.F. für Stadt Frankfurt und mit Nummerierung

Am nördlichen Rand der Terrasse verläuft entlang deren oberer Kante die Grenzschneise. Funde aus der Jungsteinzeit entlang der Schneise belegen deren Alter und die lange Dauer ihrer Nutzung durch Menschen. Laut Forstamt der Stadt Frankfurt handelt es sich bei der Grenzschneise um den ältesten bekannten Weg im Stadtgebiet. Die Dauer ihrer Nutzung als Handelsweg wird auf über 7.000 Jahre geschätzt. Seit dem Frühmittelalter schriftlich belegt ist die Nutzung des Wegs als ein Abschnitt einer Altstraße von Mainz über Hanau nach Aschaffenburg. Frühere Namen der Grenzschneise waren Schnede (Schneise), Mark (frühneuhochdeutsch für Grenze, auch Territorium) und Loog (ebenso ein frühneuhochdeutsches Wort für Grenze) beziehungsweise Loogweg oder Schwanheimer Loog. Eine weitere historische Bezeichnung für den Pfad lautete Bischofsweg – ein Name, der sich für einen weiter östlich im Frankfurter Stadtteil Sachsenhausen gelegenen Abschnitt dieser Altstraße bis in die Gegenwart erhalten hat.
An dem bis in die Gegenwart unbefestigt gebliebenen Waldweg entlang der Kelsterbacher Terrasse stehen mehrere historische Grenzsteine. Die Aussteinung, das heißt die Festlegung von Herrschaftsgrenzen mittels behauener, markierter Steine, ist für den Frankfurter Stadtwald seit der frühen Neuzeit überliefert. Älteste Grenzbücher für den Wald sind aus dem frühen 16. Jahrhundert bekannt. Die Steine entlang der Grenzschneise, die eingemeißelte Buchstaben tragen, stammen vom Anfang des 19. Jahrhunderts. Die nordseitigen Markierungen lauten S (Schwanheim) und HN (Herzogtum Nassau), die südseitige Markierung SF bedeutet Stadt Frankfurt (→ Freie Stadt Frankfurt). Bis zur Eingemeindung Schwanheims nach Frankfurt im Jahr 1928 markierte die Schneise die Grenze zwischen dem Frankfurter Unterwald im Süden und dem nördlich davon gelegenen Schwanheimer Gemeindewald. Ein einzelner Dreiherrenstein, der zusätzlich die Grenze zum Großherzogtum Hessen markierte, ist seit Bauarbeiten vor Ort im Jahr 1972 verschollen. An ihrem südlichen Rand wird die Grenzschneise von einem Grenzwall mit Graben begleitet, ein zweiter, 50 Meter weiter südlich verlaufender älterer Graben deutet auf eine Grenzverschiebung hin. Auf der Grenzschneise verlaufen heute der Historische Wanderweg Schwanheim sowie ein südwestlicher Abschnitt des Frankfurter-Grüngürtel-Rundwanderwegs.

### Menschliche Eingriffe im 19. und 20. Jahrhundert
Ein etwa 1,5 Kilometer langer Abschnitt der Kelsterbacher Terrasse weist durch menschlichen Einfluss einen deutlich steileren Abhang auf als die übrige Geländestufe. Dort, südlich des damaligen Dorfes Schwanheim, an einem Hölle oder Helle (von Halde) genannten Flurstück, wurden ab dem Jahr 1881 Kies und Sand als Aufschüttmaterial für den Bau des Frankfurter Hauptbahnhofs abgebaut. Bei diesem Eingriff in eine mehrere Millionen Jahre alte Urlandschaft wurden große Findlinge entdeckt, die die Gletscher der Kaltzeiten dort abgesetzt hatten. Den Abbauarbeiten fielen mindestens zwölf der dort befindlichen bronzezeitlichen Hügelgräber zum Opfer. Auf den Flurnamen Hölle weist bis in die Gegenwart der unmittelbar am Fuß des Abhangs entlangführende Höllenweg hin.
Während des Zweiten Weltkriegs baute eine im Frankfurter Stadtwald stationierte Militäreinheit der Wehrmacht in den Abhang der Kelsterbacher Terrasse an der Unterschweinstiegschneise einen unterirdischen Bunker ein. Der Eingang des Bunkers wurde in den 1980er-Jahren mit Erde verfüllt und zugeschüttet und ist heute im Gelände nicht mehr sichtbar. Die Kelsterbacher Terrasse wurde ebenfalls im Laufe des Zweiten Weltkriegs bei alliierten Flächenbombardements auf Frankfurt mehrfach von Fliegerbomben getroffen. Dabei handelte es sich um ungezielte Notabwürfe durch alliierte Bomberflugzeuge, die von Flak-Geschossen der deutschen Fliegerabwehr getroffen worden waren. Ein Teil der bronzezeitlichen Grabhügel der Lichte-Tal-Gruppe wurde dabei zerstört; die Bombentrichter sind bis in die Gegenwart im Gelände auf und an der Terrasse deutlich erkennbar.
Am Fuß der Kelsterbacher Terrasse, unmittelbar östlich der Schwanheimer Bahnstraße befindet sich der Schießstand eines örtlichen Jagdvereins, der die Geländestufe als natürlichen Kugelfang benutzt. An der betreffenden Etappe des Grenzwegs am oberen Rand der Terrasse unmittelbar östlich der Schwanheimer Bahnstraße ist das als Kugelfang dienende Gelände durch Zäune und entsprechende Warnschilder abgesperrt.

## Verkehrsanbindung

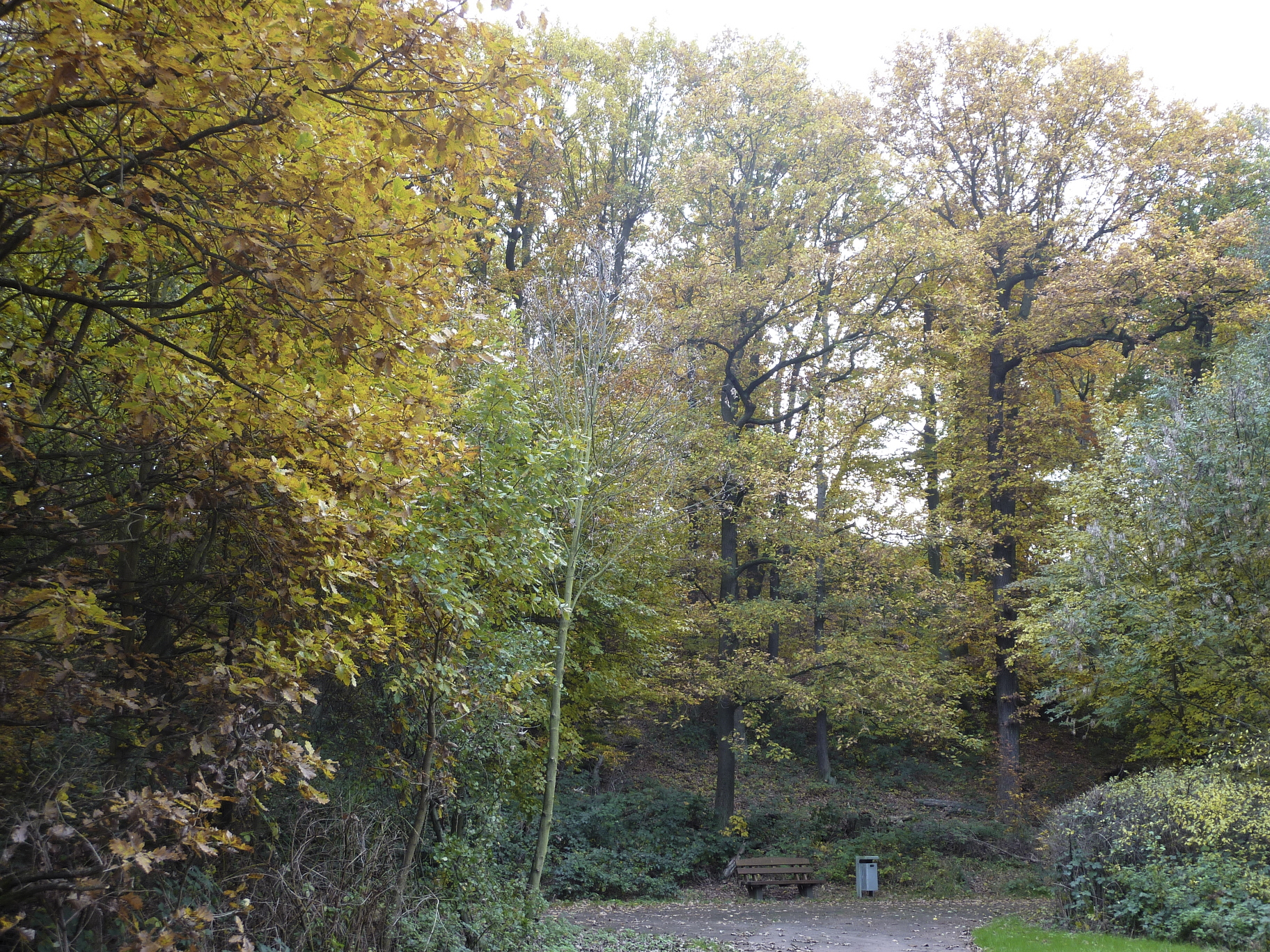
Ein westlicher Abschnitt der Terrasse in Kelsterbach, östlich der Schwedenschanze. Nord-Ansicht

Die Kelsterbacher Terrasse ist auf für den Straßenverkehr freigegebenen Wegen nur an zwei Stellen direkt erreichbar: an ihrem westlichen Ende in der Stadt Kelsterbach, im Norden des Stadtgebiets, verläuft ein Abschnitt der Straße Kirschenallee, an der auch die Schwedenschanze liegt, entlang der Oberkante der Terrasse. Südlich von Frankfurt-Schwanheim führt die Schwanheimer Bahnstraße von Norden an die Kelsterbacher Terrasse heran; in unmittelbarer Nähe des Ziels liegt die Bushaltestelle Schwanheimer Wald der Frankfurter Verkehrsgesellschaft VgF. Für den motorisierten Individualverkehr existiert ein öffentlicher Parkplatz an der Schwanheimer Bahnstraße. Die nächstgelegene Anbindung an die Straßenbahn der VgF ist die Haltestelle Waldfriedhof Goldstein der Linie 12. Von dort aus beträgt die Entfernung bis zur südlich davon gelegenen Terrasse etwa einen Kilometer Wegstrecke über den Waldweg Unterschweinstiegschneise. Diese mündet auf die Grenzschneise vor Ort. Der überwiegende Teil der acht Kilometer langen Kelsterbacher Terrasse kann direkt nur zu Fuß, auf Reitpferden und mit dem Fahrrad erreicht werden.